# Chuzhou
Chuzhou (池州S, ChúzhōuP) è una città con status di prefettura della provincia di Anhui, in Cina.

## Geografia antropica

### Suddivisioni amministrative
La prefettura di Chuzhou è a sua volta divisa in 2 distretti, 2 città e 4 contee.
| Nome                 | Cinese (Semplificato / Tradizionale) | Pinyin        | Cap    |
| -------------------- | ------------------------------------ | ------------- | ------ |
| Distretto di Langya  | 琅琊区 / 瑯琊區                      | Lángyá Qū     | 239000 |
| Distretto di Nanqiao | 南谯区 / 南譙區                      | Nánqiáo Qū    | 239000 |
| Tianchang            | 天长市 / 天長市                      | Tiāncháng Shì | 239300 |
| Mingguang            | 明光市 / 明光市                      | Míngguāng Shì | 239400 |
| Contea di Quanjiao   | 全椒县 / 全椒縣                      | Quánjiāo Xiàn | 239500 |
| Contea di Lai'an     | 来安县 / 來安縣                      | Láiān Xiàn    | 239200 |
| Contea di Dingyuan   | 定远县 / 定遠縣                      | Dìngyuǎn Xiàn | 233200 |
| Contea di Fengyang   | 凤阳县 / 鳳陽縣                      | Fèngyáng Xiàn | 233100 |